# Anton Eitel
Anton Josef Hubert Eitel (* 25. Juli 1882 in Düsseldorf; † 19. März 1966 in Münster) war ein deutscher Historiker.

## Leben und Wirken
Anton Eitel war der Sohn des Kupferstechers Anton (August) Eitel (1841–1928) mit süddeutschen Wurzeln und der Maria, Tochter des Gutsbesitzers Carl Kürten, aus Düsseldorf-Pempelfort. Eitel wurde katholisch getauft. Nach dem Abitur am Königlichen Gymnasium Düsseldorf im „alten Kasten“ studierte er ab 1901 zunächst in Innsbruck Theologie (u. a. bei Emil Michael), besuchte aber von Anfang an auch historische Seminare (bei Emil von Ottenthal und Ludwig von Pastor). Nach dem ersten Semester begleitete er von Pastor nach Rom, wo er ihn als Gehilfe in die Archive und Bibliotheken begleitete. Im Sommer 1902 wechselte Eitel an die Universität Bonn, wo er sich neben der Theologie weiter mit Geschichte beschäftigte, er besuchte Seminare bei Heinrich Schrörs, Karl Hampe, Friedrich Luckwaldt und Aloys Schulte. Ab dem Wintersemester 1903/04 wechselte Eitel nach Freiburg i. Br., wo er die Theologie aufgab und als neues Nebenfach Germanistik wählte. Besonders prägend wurde hier Heinrich Finke, bei dem er 1905 mit einer Arbeit über den Kirchenstaat unter Papst Clemens V. promoviert wurde. Die Dissertation baute er zu einer Habilitation aus, die 1907 im Druck erschien. Im Juni 1908 wurde Eitel habilitiert und erhielt eine venia legendi für die Geschichte des Mittelalters, der Neuzeit und Historische Hilfswissenschaften. Für die Habilitation hatte er eine weitere Schrift über päpstliche Blei- und Goldbullen vorgelegt, die 1912 im Druck erschien. So wurde er auch ordentliches Mitglied des Historischen Vereins für den Niederrhein. Im Juli 1914 wurde Eitel zum außerordentlichen Professor ernannt. Mit Kriegsbeginn 1914 wurde er eingezogen, war zunächst Zugführer beim Roten Kreuz, ab 1916 Feldartillerist, 1918 wurde er als Leutnant d.R. demobilisiert und kehrte auf seinen Lehrstuhl zurück. Im Spätsommer 1924 übernahm er die Leitung einer deutschen pädagogischen Mission, die Vorschläge für die Reform des Bildungswesens in Kolumbien erarbeiten sollte. Das Reformvorhaben fand nach langen Auseinandersetzungen breite Zustimmung.
Nach seiner Rückkehr vertrat Eitel im Sommersemester 1927 den Lehrstuhl mittelalterliche und neuere Geschichte sowie historische Hilfswissenschaften an der Westfälischen Wilhelms-Universität in Münster (Westfalen), zum 1. Oktober 1927 wurde er dauerhaft auf diesen mit einem konfessionellen Vorbehalt versehenen Lehrstuhl („Konkordatslehrstuhl“) berufen. Sein besonderes Interesse galt der mittelalterlichen Geschichte Nordwestdeutschlands, insbesondere aber der Paläografie. Der Schwerpunkt seiner Tätigkeit war die Lehrtätigkeit, seine Vorlesungen werden als sehr geistreich beschrieben; bei Tausenden angehenden Geschichtslehrern soll er einen tiefen Eindruck hinterlassen haben. Mit Veröffentlichungen trat er in Münster dagegen kaum noch in Erscheinung. Im Juni 1930 hielt Eitel den Festvortrag Fürstenberg und seine Universität beim Festakt zum 150. Jahrestag der Gründung der Universität.
Eitel, der vor 1933 der DNVP nahestand, blieb auch nach Beginn der NS-Herrschaft ein führender Vertreter seiner Fakultät. Von Mai 1933 bis März 1934 war er Dekan der Philosophischen Fakultät, 1934/35 stellvertretender Rektor der Universität. Im Oktober 1933 trat er an die Spitze der Historischen Kommission für Westfalen. Am 17. Oktober 1937 beantragte Eitel die Aufnahme in die NSDAP und wurde rückwirkend zum 1. Mai desselben Jahres aufgenommen (Mitgliedsnummer 6.079.308). 1941 wurde ein Parteigerichtsverfahren gegen ihn eingeleitet, als bekannt wurde, dass er in den 1930er-Jahren versucht hatte, seine Ehe vor einem kanonischen Gericht aufheben zu lassen. Das Gaugericht schloss ihn im September 1941 aus der NSDAP aus wegen seiner christlichen Bindung und wegen des Verschweigens der Umstände des Scheidungsverfahrens, die einer Parteiaufnahme entgegengestanden hätten. Eitel beantragte nach dem Parteiausschluss die Versetzung in den Ruhestand aus gesundheitlichen Gründen, die mit Wirkung vom 1. April 1942 genehmigt wurde. Auf besonderen Wunsch von Georg Schreiber hielt er von 1946 bis zu seiner endgültigen Emeritierung 1950 jedoch wieder Vorlesungen. 1947 widmeten einige seiner Schüler ihm eine Festschrift. Im Ruhestand erarbeitete Eitel auf der Basis der Bestände des Universitätsarchivs eine Darstellung der Universitätsgeschichte, die viele Jahre als Einleitung zum Vorlesungsverzeichnis gedruckt wurde. 1952 hielt er bei den Jubiläumsfeierlichkeiten der Universität (50 Jahre nach Wiederbegründung der Volluniversität 1902) erneut den Festvortrag, der auch inhaltlich an seinem Vortrag von 1930 über Fürstenberg und die Universität anknüpfte, die jüngste Vergangenheit sparte er dabei aus.
Eitel war von 1928 bis 1942 und von 1946 bis 1951 Direktor des Vereins für Geschichte und Altertumskunde Westfalens, Abt. Münster. 1928 wurde Eitel zum ordentlichen Mitglied der Historischen Kommission für Westfalen gewählt, von Oktober 1933 bis Dezember 1941 war er Vorsitzender der Kommission, 1962 ernannte die Kommission ihn zum Ehrenmitglied.
Anton Eitel hatte zwei Kinder: Den Juristen und Diplomaten Tono Eitel und die promovierte Juristin Monika Hochbaum geb. Eitel.

## Schriften (Auswahl)
- Der Kirchenstaat unter Klemens V. W. Rothschild, Berlin 1907.
- Ueber Blei- und Goldbullen im Mittelalter. Ihre Herleitung und ihre erste Verbreitung. Troemers, Freiburg i.Br: 1912.
- Die spanische Kirche in vorgermanischer Zeit. In: Abhandlungen aus dem Gebiete der mittleren und neueren Geschichte und ihrer Hilfswissenschaften. Eine Festgabe zum siebzigsten Geburtstag Geh. Rat Prof. Dr. Heinrich Finke (= Vorreformationsgeschichtliche Forschungen). Suppl.-Bd. Aschendorff, Münster 1925, S. 1–22.
- Von der alten zur neuen Universität in Münster. Festrede am 1. Juli 1952 (= Schriften der Gesellschaft zur Förderung der Westfälischen Wilhelms-Universität zu Münster. Band 31). Aschendorff, Münster 1953.